# 德意志特殊道路
德意志特殊道路（德語：Deutscher Sonderweg）或特殊道路問題（德語：Sonderwegsthese），是指在德國史學中，有關德語歐洲或德國走出一條與其他歐洲國家不一樣、從專制主義到民主主義之路。